# Riko Rosman
Riko Rosman, hrvaški arhitekt, pedagog in akademik, * 1927, Ljubljana, † 2. avgust 2008.
Riko Rosman je bil predavatelj na Arhitekturni fakulteti v Zagrebu in član Hrvaške akademije znanosti in umetnosti, bivše Jugoslovanske akademije znanosti in umetnosti in Akademije za medicinske znanosti Hrvaške.